# سولفاسیتین
سولفاسیتین (انگلیسی: Sulfacytine) یک آنتی بیوتیک سولفونامید کوتاه اثر است که به صورت خوراکی برای درمان عفونت‌های باکتریایی مصرف می‌شود. سولفونامیدها، به عنوان گروهی از آنتی‌بیوتیک‌ها، با مهار سنتز باکتریایی فولات عمل می‌کنند.